# Scarus koputea
Scarus koputea är en fiskart som beskrevs av Randall och Choat, 1980. Scarus koputea ingår i släktet Scarus och familjen Scaridae. IUCN kategoriserar arten globalt som livskraftig. Inga underarter finns listade i Catalogue of Life.